# Ла-Шапель-де-По
Ла-Шапе́ль-де-По (фр. La Chapelle-des-Pots) — коммуна во Франции, находится в регионе Пуату — Шаранта. Департамент коммуны — Шаранта Приморская. Входит в состав кантона Сент-Восток. Округ коммуны — Сент.
Код INSEE коммуны — 17089.

## Население
Население коммуны на 2010 год составляло 974 человека.
| 1962 | 1968 | 1975 | 1982 | 1990 | 1999 | 2010 |
| ---- | ---- | ---- | ---- | ---- | ---- | ---- |
| 510  | 550  | 694  | 823  | 890  | 875  | 974  |